# フアン・バルバス
フアン・アルベルト・バルバス（Juan Alberto Barbas, 1959年8月23日 - ）は、アルゼンチン・ブエノスアイレス州出身の元サッカー選手。ポジションはミッドフィールダー、ディフェンダー。アルゼンチン代表であった。

## 経歴

### クラブ
1977年にプリメーラ・ディビシオンのラシン・クルブからデビューした。1982年にスペイン・リーガ・エスパニョーラのレアル・サラゴサに移籍し、1982-83シーズンと1983-84シーズンにドン・バロン・アワードの最優秀外国人選手賞を受賞した。1985年にイタリアのUSレッチェに移籍し、5シーズンでリーグ戦149試合に出場して27得点を挙げた。1990年にスイスに渡り、FCシオンでは1991-92シーズンにスイス・スーパーリーグ優勝を果たした。再びFCロカルノに在籍し、1993年に母国のCAウラカンに移籍した。晩年はCAアルバラードとCAオール・ボーイズでプレーし、1997年に現役引退した。

### 代表
1979年にはU-20アルゼンチン代表としてFIFAワールドユース選手権に出場して優勝した。同年にアルゼンチンA代表デビューし、1985年までに33試合に出場した。1982年にはスペインで開催されたFIFAワールドカップに出場し、ディエゴ・マラドーナやマリオ・ケンペスらを擁したアルゼンチン代表は優勝候補に挙げられていたが、2次リーグで最下位となって敗退した。

### 指導者
2009年10月13日、リカルド・カルーソ・ロンバルディ監督の後任としてラシン・クルブの暫定監督に就任した。

## タイトル

### クラブ
FCシオン
- スイス・スーパーリーグ : 1991-92

### 代表
U-20アルゼンチン代表
- FIFAワールドユース選手権 : 1979

### 個人
- ドン・バロン・アワード 最優秀外国人選手賞 : 1982-83, 1983-84